# Парасолька

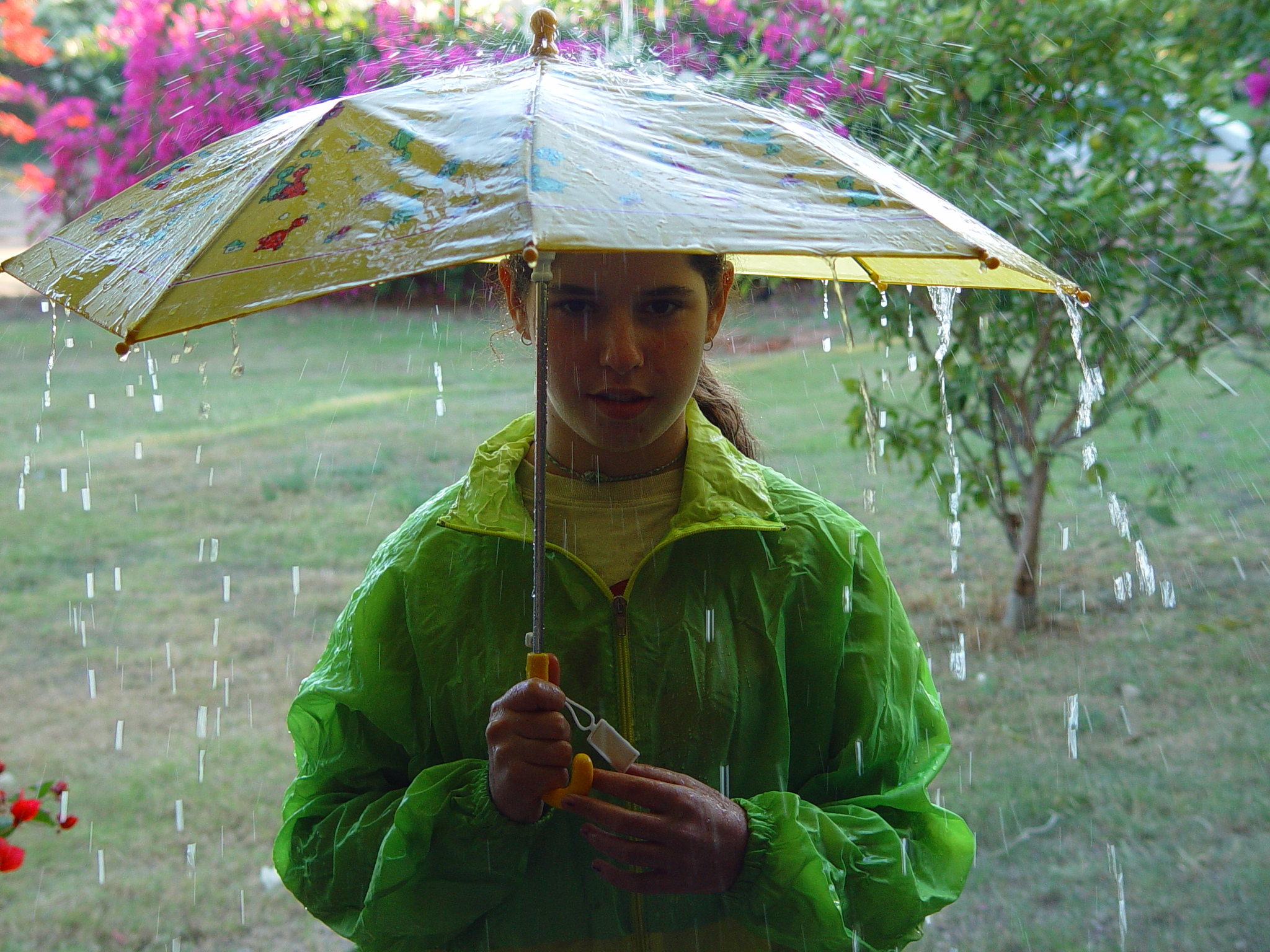
Під парасолькою

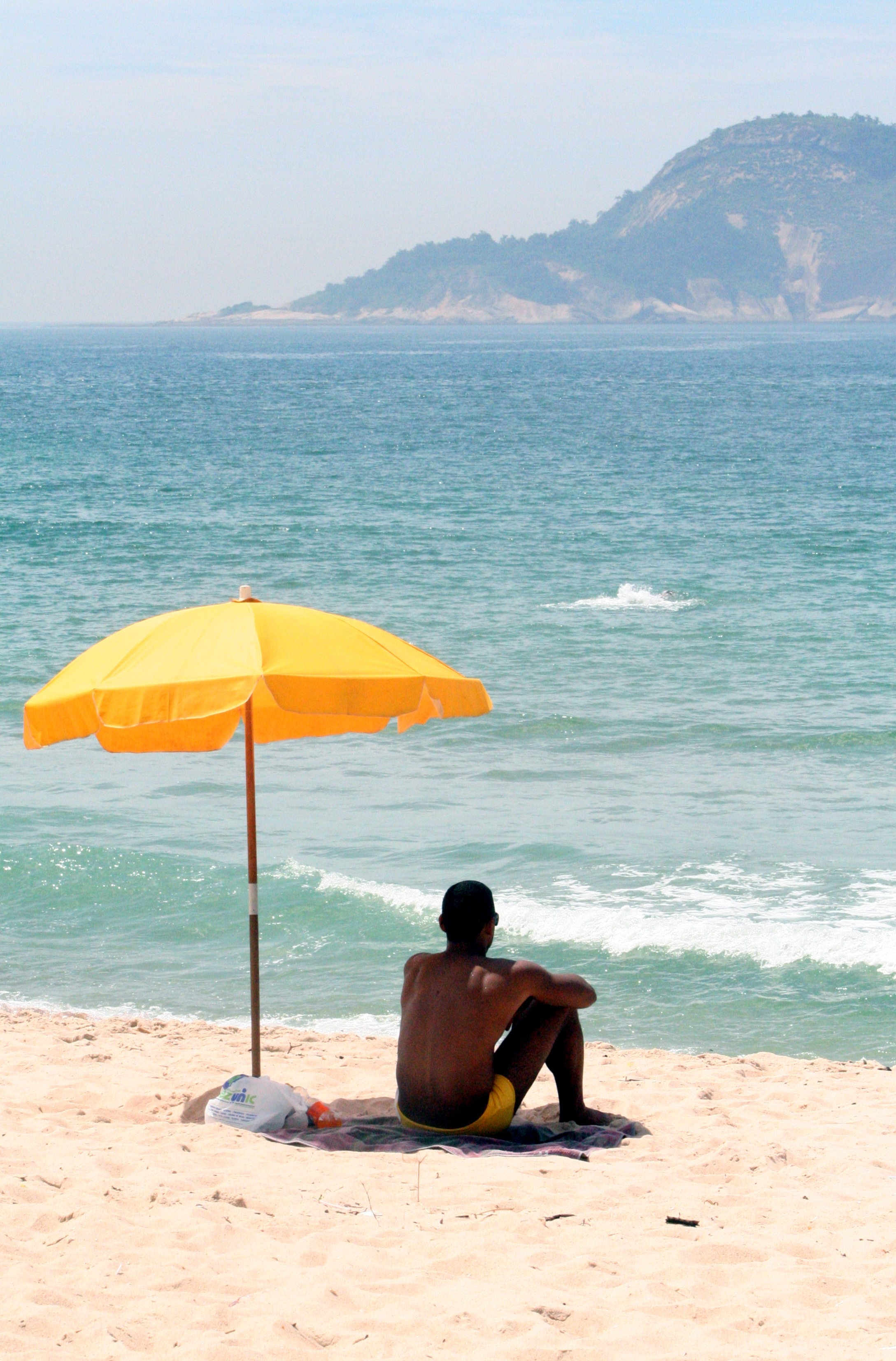
Чоловік під пляжною парасолею

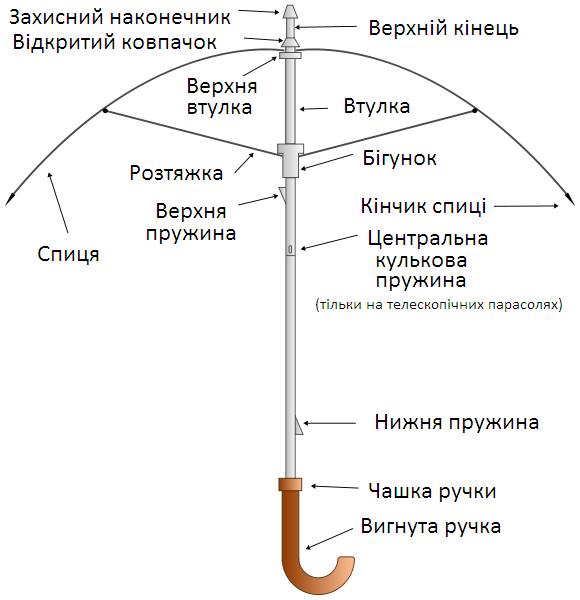
Частини парасолі

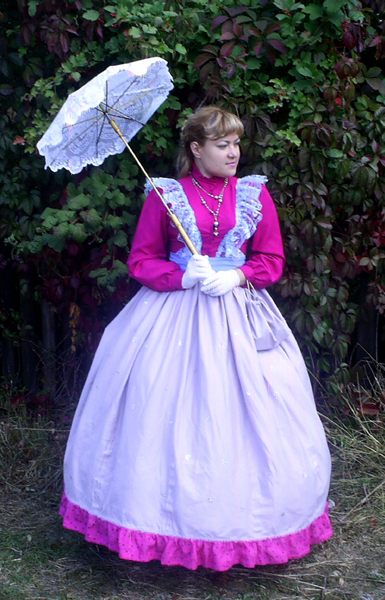
Київська панна кінця 1850-х — початку 1860-х в сукні і з парасолею. Реконструкція Ніколі Стаховської

Парасо́лька, або парасо́ля (рідко парасо́ль, парасо́лик), розм. зо́нтик, зонт — пристрій, призначений для захисту від опадів (дощу чи снігу) або від сонячних променів.

## Етимологія
Слово «парасолька» походить через посередництво пол. parasol від фр. parasol («сонячна парасолька»), яке, своєю чергою, запозичене з італ. parasole — утвореного від слів parare («захищати») + sole («сонце»).
Уживане слово «зонтик» («парасолька», «козирок»), «зонт» через російське посередництво походить від нід. zonnedek («сонячна парасолька»); первісною формою є «зонтик», потім внаслідок сприйняття його як зменшувальної форми з'явилася і «повна» форма «зонт».

## Конструкція
Сучасні складані ручні парасольки виробляються зазвичай з синтетичного водонепроникного матеріалу (нейлон, поліамід), натягнутого на каркас з металевих дротів (шпиць парасолі), закріплених на стрижні, який унизу має ручку для утримування парасольки над головою. Для компактності в складеному стані ручка може бути телескопічною, а також мати складані спиці: така парасолька легко поміщається у сумочці. Автоматичні парасолі можуть відкриватися через систему пружин одним натисканням кнопки.
Великі парасолі (пляжні, ресторанні) можуть бути закріплені при основі до масивної пластикової посудини, наповненої для баласту водою. Такі парасолі, як правило, мають строкаті кольори та рекламні зображення.

## Види
- Парасолька з телескопічною ручкою
- Парасолька-тростина — має суцільну ручку без телескопічного пристрою, тому може використовуватися в складеному вигляді замість тростини. Часто споряджається вигнутим руків'ям і міцним металевим наконечником.
- Сонячна парасолька
- Капелюх-парасолька

## Історія
Парасолька існувала ще в XI столітті до н. е. Саме цей час вважається часом винаходу парасолі. Батьківщиною парасолі вважають Китай або Єгипет. В обох названих країнах парасолька вважалася символом влади, тільки імператори й фараони зі своїми наближеними могли користуватися ними. Парасолі були 1,5 метра заввишки і важили 2 кг
Символом багатства і влади парасолька вважалася і в Індії. Чим знатнішою була людина, тим більше її почет мав право носити за ним парасольок. Володар мав 13 парасольок, що символізували сонце і розташовані навколо нього 12 знаків зодіаку.
У Тибеті білі або жовті парасолі вважаються символами духовної величі, тоді як світській владі більше відповідають парасолі з павиного пір'я. Потім зі сходу парасолі перекочували в Стародавню Грецію, потім — в Рим, де ними користувалися жінки.
У Західній Європі парасолька з'явилася у Франції в XVII столітті. У французької сонячної парасолі верх робився з вощеного полотна, а ручка була кістяною. Спочатку парасолька слугувала захистом від сонця, а в 18 ст. вона вже широко використовувалась як від сонця, так і від дощу і стала модним предметом.
У 1969 році Бред Філіпс отримав патент США на складану парасолю, яку компанія Totes почала продавати в США в 1970 році.

## Див. також

Парасолька як символ Тибетського буддизму.
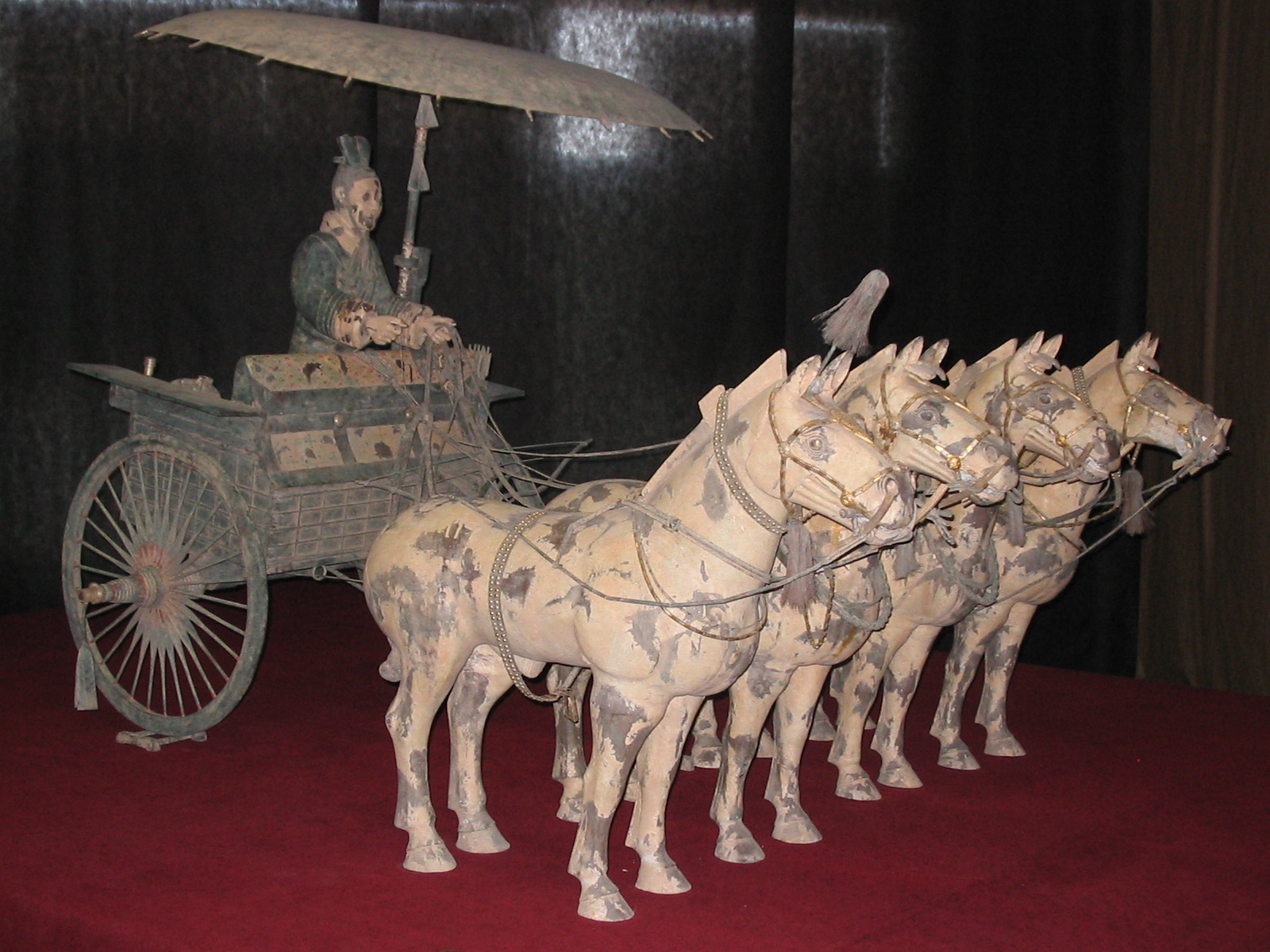
З колекції Теракотова армія
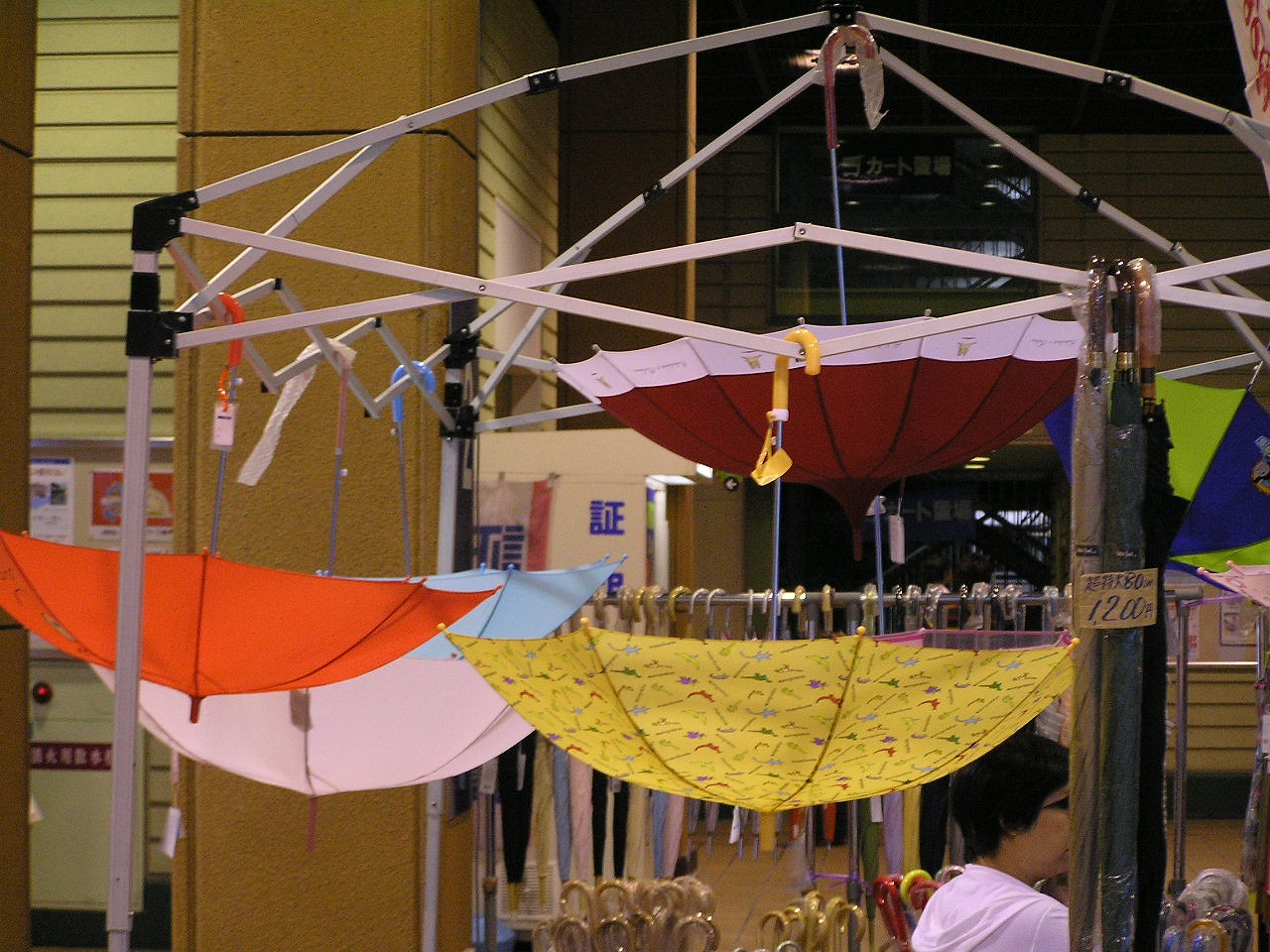
Крамниця парасольок.
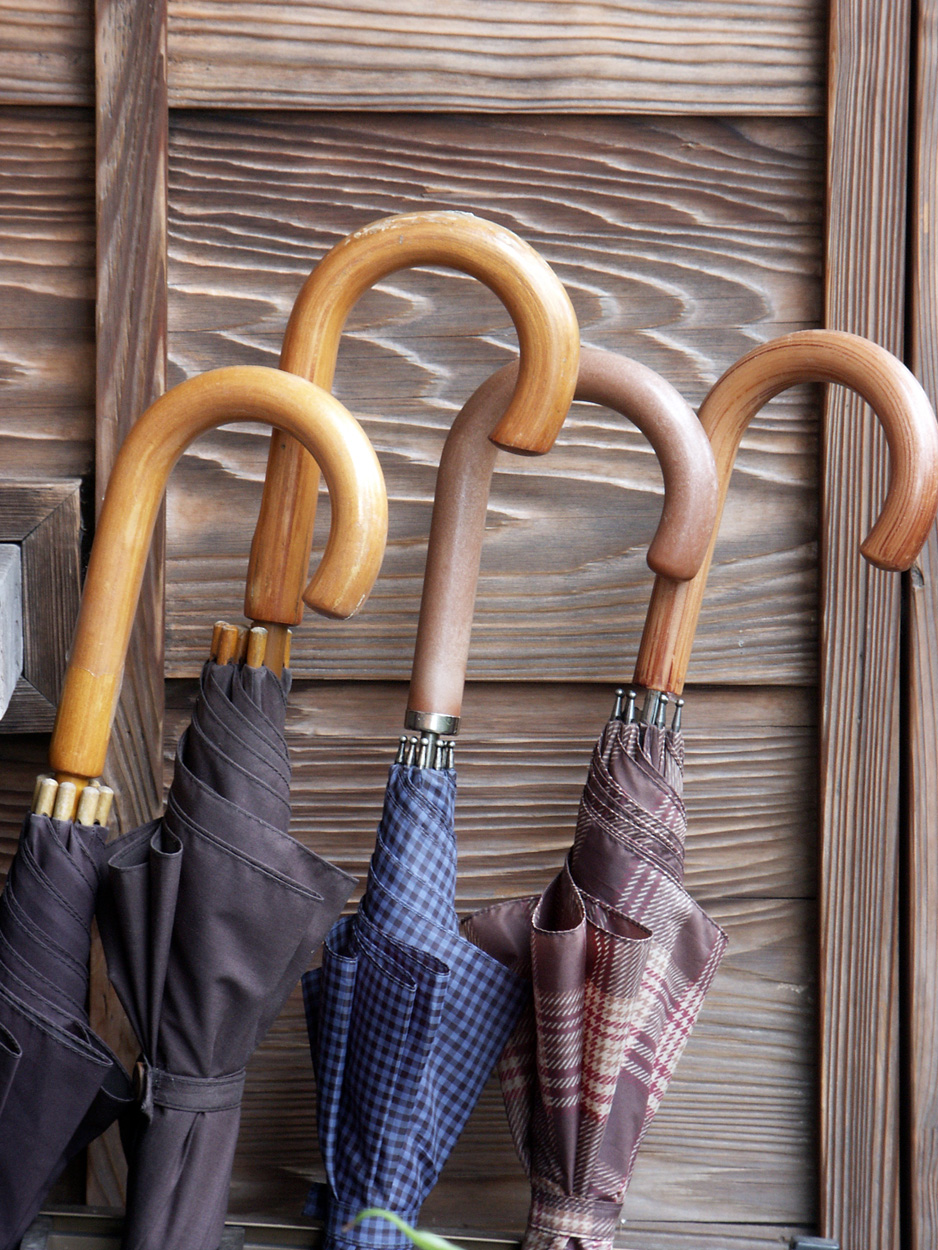
Парасольки
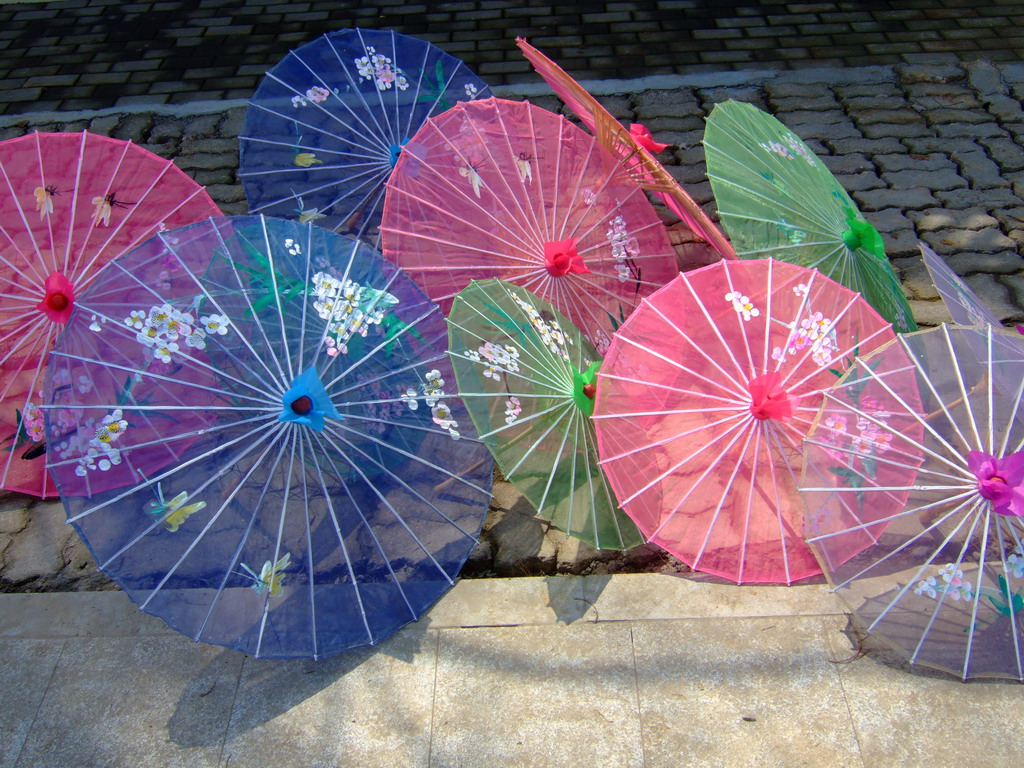
Парасольки. Ухань. Китай
Група людей під парасольками в Дніпрі.
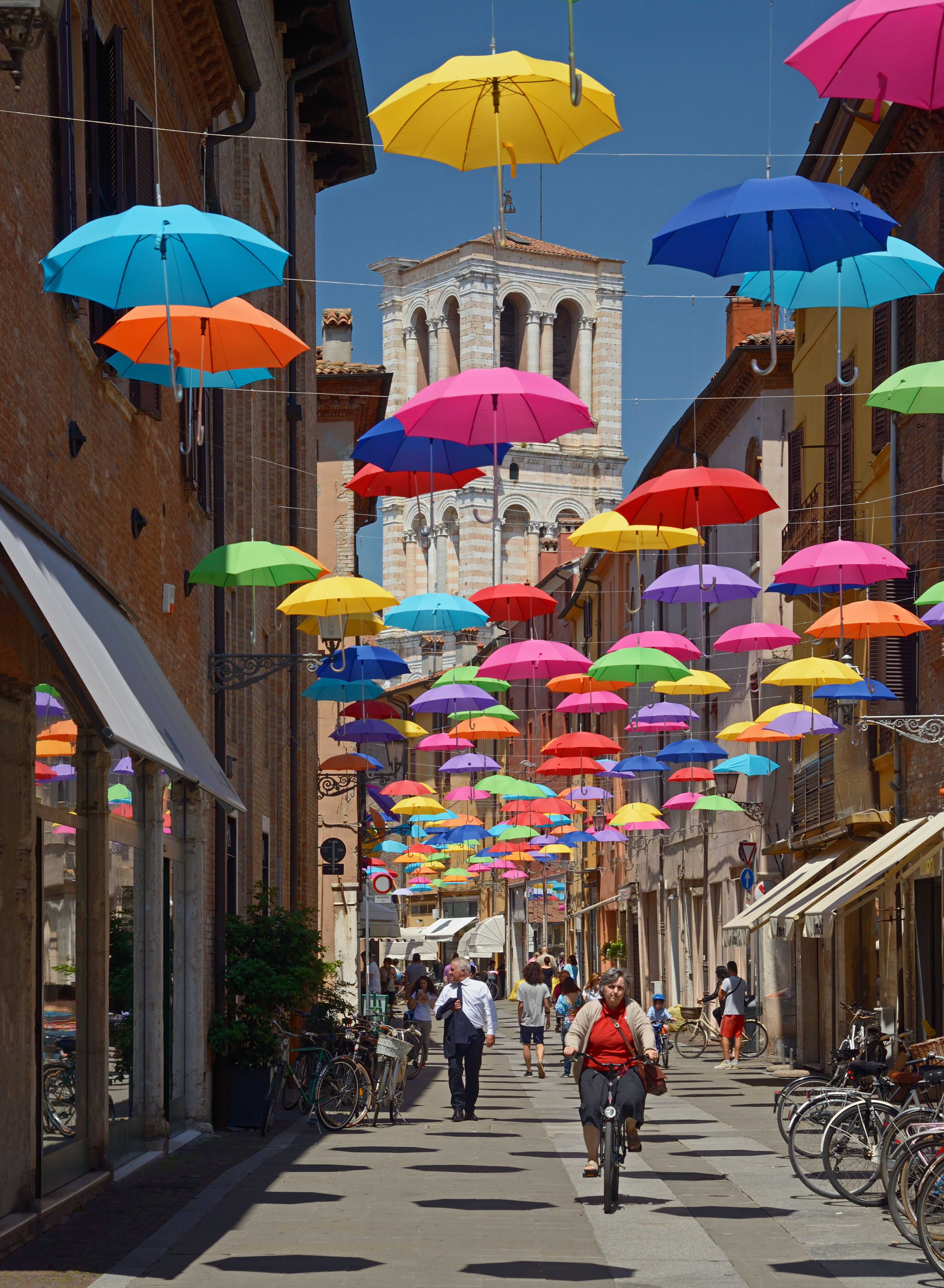
Вулична прикраса. Феррара, Італія